# Amtsgericht Waldheim
Das Amtsgericht Waldheim war ein Gericht der ordentlichen Gerichtsbarkeit und ein Amtsgericht in Sachsen mit Sitz in Waldheim.

## Geschichte
In Waldheim bestand bis 1879 das Gerichtsamt Waldheim als Eingangsgericht. Im Rahmen der Reichsjustizgesetze wurden 1879 im Königreich Sachsen die Gerichtsämter aufgehoben und Amtsgerichte, darunter das Amtsgericht Waldheim, geschaffen. Der Sprengel des Gerichtsamtes Waldheim umfasste folgende Ortschaften:
| - Waldheim mit Breitenberg und Strafanstalt - Aschershain - Beerwalde - Diedenhain - Ehrenberg - Flemmingen - Gebersbach - Gilsberg - Grünlichtenberg mit Grünberg und Lichtenberg - Hartha mit Reinhardtsthal, Dreihäusern, Höllloch und neuem Anbau - Heyda bei Waldheim - Heiligenborn | - Höckendorf bei Waldheim - Höfchen - Holzhausen - Knobelsdorf - Kriebethal - Kriebstein - Massanei mit Vorwerk Massanei - Meinsberg - Moritzfeld - Neudörfchen bei Waldheim - Neuhausen - Neuschönberg | - Neuwallwitz - Otzdorf - Rauschenthal (Ober- und Unter-) - Reichenbach bei Waldheim - Reinsdorf bei Neumilkau und den Bierhäusern - Richzenhain - Rudelsdorf - Saalbach - Schönberg - Schweikershain mit Butterberg und Thomasplan - Steina mit Vorwerk Steina - Storlwald |

Das Amtsgericht Waldheim war eines von 16 Amtsgerichten im Bezirk des Landgerichtes Chemnitz. Der Amtsgerichtsbezirk umfasste danach 18.592 Einwohner. Das Gericht hatte damals zwei Richterstellen und war ein mittelgroßes Amtsgericht im Landgerichtsbezirk. In der DDR wurden das Amtsgericht Waldheim mit der Verwaltungsreform von 1952 aufgehoben und das Kreisgericht Döbeln an seiner Stelle neu geschaffen. Gerichtssprengel war nun der Kreis Döbeln.